# Myosotis stolonifera
Myosotis stolonifera är en strävbladig växtart som först beskrevs av Dc., och fick sitt nu gällande namn av Louis François Jules Rodolphe Leresche och Levier. Myosotis stolonifera ingår i släktet förgätmigejer, och familjen strävbladiga växter. Inga underarter finns listade i Catalogue of Life.

## Bildgalleri

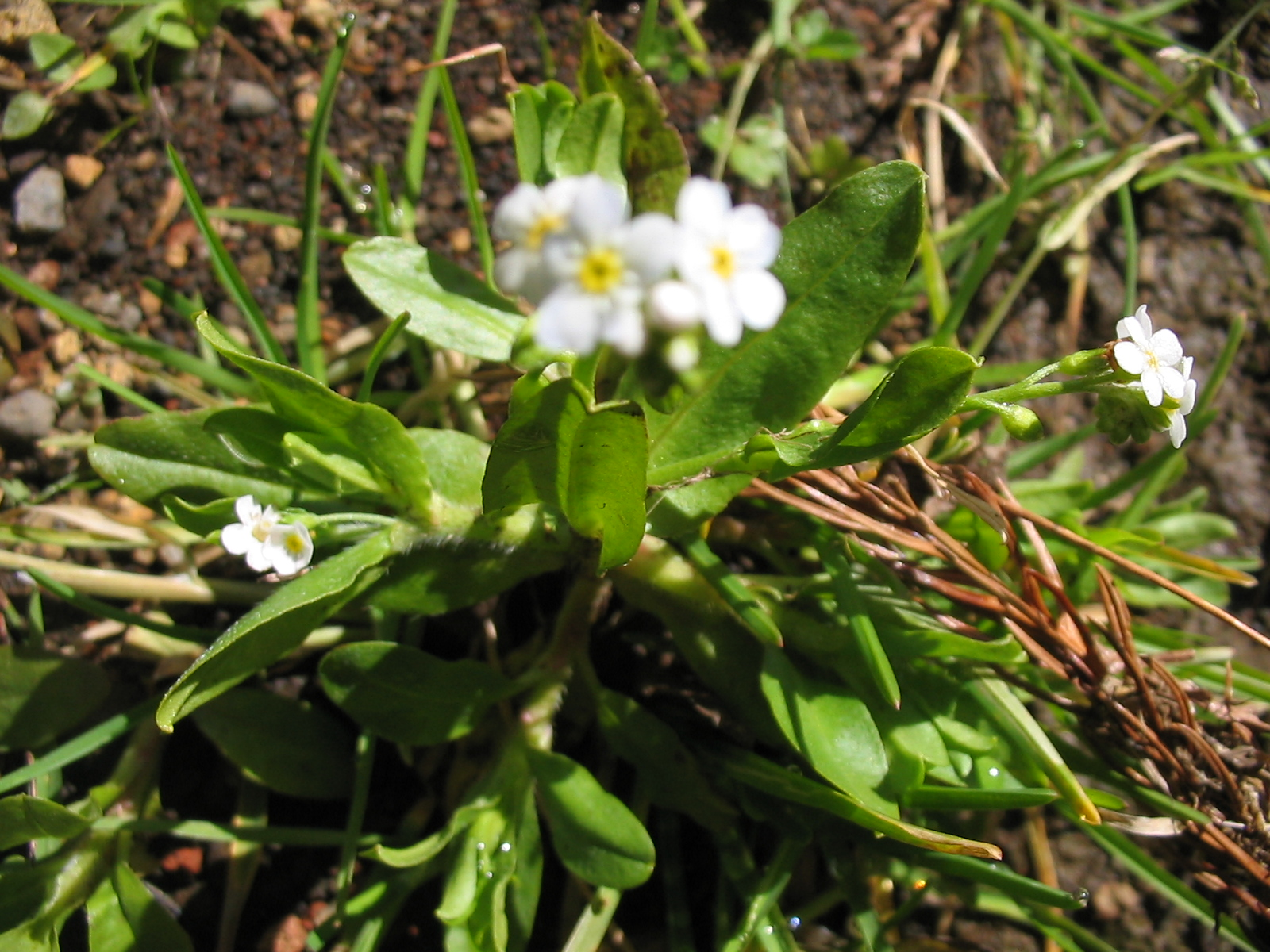
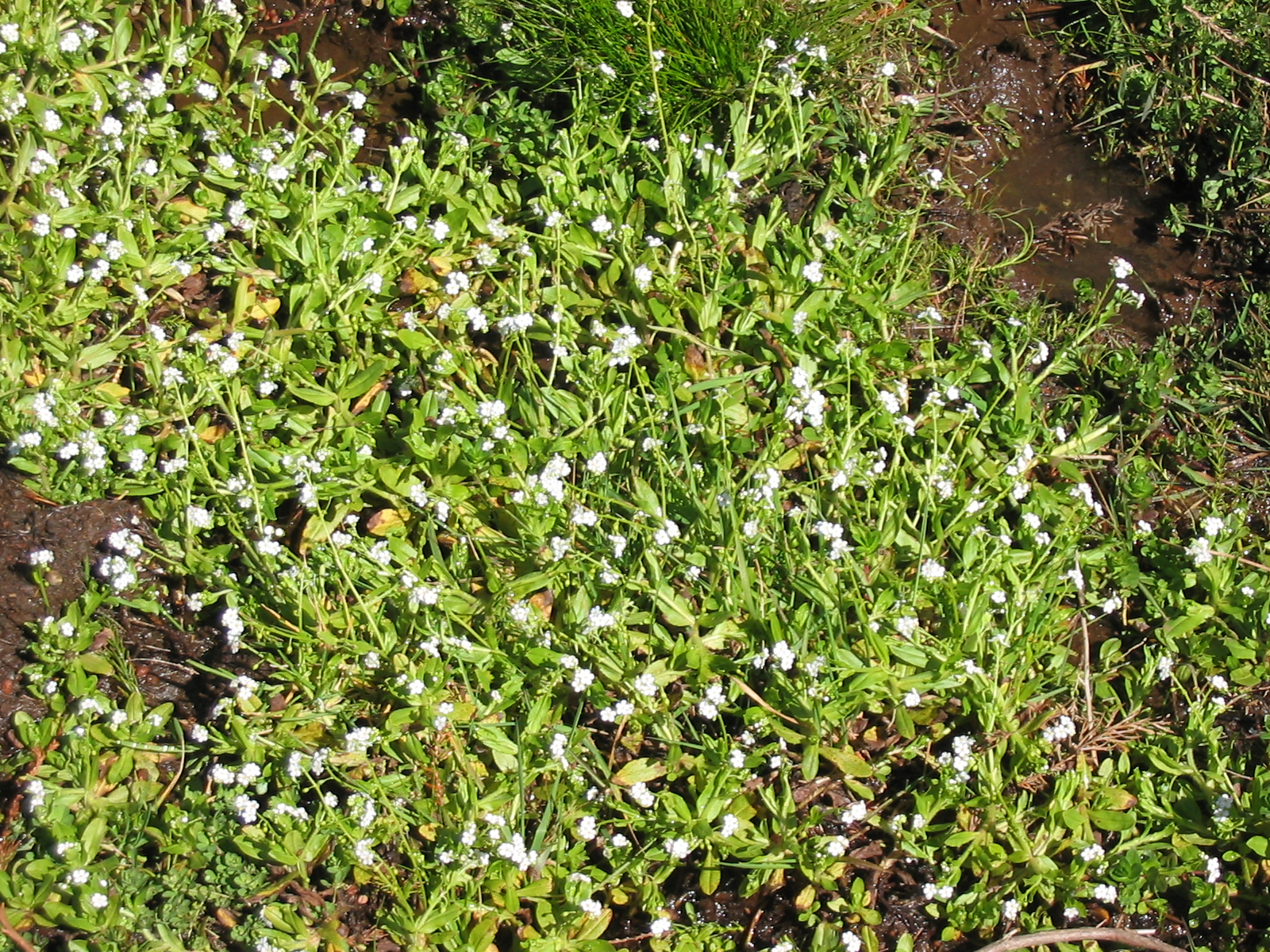